# Wiedemannia austriaca
Wiedemannia austriaca är en tvåvingeart som beskrevs av Vaillant 1964. Wiedemannia austriaca ingår i släktet Wiedemannia och familjen dansflugor. Inga underarter finns listade i Catalogue of Life.